# Anadara lienosa
Anadara lienosa är en musselart som först beskrevs av Thomas Say 1832.  Anadara lienosa ingår i släktet Anadara och familjen Arcidae. Inga underarter finns listade i Catalogue of Life.